# Croton pseudopulchellus
Espèce
Croton pseudopulchellus est une espèce de plantes à fleurs du genre Croton et de la famille des Euphorbiaceae, présente au sud de l'Afrique et en Afrique tropicale.